# حياة الياقوت
حياة إبراهيم الياقوت، كاتبة كويتية ولدت في 25 فبراير 1981 م. أسست في عام 2003 موقع دار ناشري للنشر الإلكتروني (ناشري.نت) وترأس تحريره، كما أسست في عام 2005 مجلة I-MAG الإلكترونية. وهي كاتبة مقالات منذ العام 1998 في صحف ومجلات كويتية وعربية متعددة منها القبس والشرق الأوسط. وتكتب حياة الياقوت حاليا في جريدة الراي الكويتية.  أدرج اسمها في دليل من هو في الكويت عام 2008 الذي يضم أسماء أهم 200 شخصية مبدعة في الكويت. كما أنها عضوة في مجلس إدارة رابطة الأدباء الكويتيين منذ عام 2015 وحتى عام 2019، وشغلت منصب أمينة سر الرابطة ورئيسة أكاديمية الأدب حتى مارس 2019.

## التعليم
- الإجازة الجامعية في العلوم السياسية واللغة الإنكليزية من جامعة الكويت، 2002.
- درجة الماجستير في علوم المكتبات والمعلومات، جامعة الكويت، 2004.[4]

## الكتب والمطبوعات الورقية
- بلدة الغور وبلدة الدر. (رواية لليافعين). 2024. [5]
- فنتورة المشهورة. (قصة أطفال تتناول تأثير وسائل التواصل الاجتماعي والمؤثرين على الناشئة). 2023. [6]
- خشّوم (قصة للأطفال تتناول قضية عمليات التجميل) وتُرجمت للغة الإنكليزية بعنوان Schnozi.[7]
- يا نساء جادلن. (مقالات عن المرأة). 2019.[8]
- ضميرَستين (مسرواية: مسرحية-رواية)، 2018.[9]
- نٌتف: قصص قصيرة جدا. 2017.[10]
- عَفَار (رواية)، 2016.[11]
- غابة الطين (مجموعة قصصية)، 2015.
- رواية «كاللولو»، 2012.
- الحروف تخرج من البيت (كتاب للأطفال)، 2011.
- سلسلة كلامستان (4 قصص للأطفال: تاء مربوطة؛ نون، نون، تنوين؛ الحروف تمد أيديها؛ مسابقة الحركات)، 2011.
- رواية «ألس في بلاد الواق واق! رواية ليست للصغار»، 2011.[12]
- كتاب من ذا الذي قدد البيان؟ أخطاء وخطايا لغوية مصورة، 2006.[13]

## مساهمات بفصول في كتب مطبوعة
- مشاركة في كتاب Know Thy Prophet، منشورات مجلة الجمعة، 2006.[14]
- كتبت فصلا عن المكتبات العامة في العالم العربي ضمن كتاب Global Library and Information Science: A Textbook for Students، منشورات IFLA and K. G. Saur، عام 2009.[15]

## إصدارات إلكترونية
- فوق السرب، 2003.
- سبع حسوما (مجموعة قصصية)، 2010.[16]
- حكاية الهمزة (كتيب إلكتروني)، 2010.[17]

## الجوائز
- فازت قصتها "مَزُون" في مسابقة المحتوى الإثرائي التي يقيمها مكتب التربية العربي لدول الخليج، 2025. [18]
- وصلت روايتها "بلدة الغور وبلدة الدر" إلى القائمة القصيرة لجائزة مؤسسة عبدالحميد شومان لأدب الأطفال، 2024. [19]
- فازت قصتها «أسفار دينار» بجائزة أفضل قصة مميزة ستُطبع ضمن مسابقة الكويت الدولية الثانية لتأليف قصص للأطفال في مجال الوقف والعمل الخيري، ديسمبر 2015.
- حاصلة على المركز الأول في فئة القصة القصيرة في مسابقة وزارة الدولة لشؤون الشباب «نبقى»، مارس 2014 ، عن قصة بعنوان «الكُبيت».
- جائزة سمو الشيخ سالم العلي الصباح للمعلوماتية في عام 2002 و2005 و2008.[20]
- جائزة تقديرية خاصة من مسابقة غراس إلكترو الثانية عام 2005.

## برامج تلفزيونية
أعدت حياة الياقوت وقدمت برنامجين متعلقين باللغة العربية:
- يُقال، هو برنامج من 25 حلقة تم عرضه في عام 2020، ويتناول الأمثال العامية وما يقابلها في الفصحى بتراثها وأمثالها وأقوالها.[21]
- أنا البحر، وهو برنامج من 10 حلقات تم عرضه في عام 2021، ويُعنى باستعراض كلمات من اللهجات العامية وردت في القرآن الكريم. يهدف البرنامج إلى تقريب المشاهدين من الفصحى.[22]

## وصلات خارجية
- موقع حياة الياقوت الشخصي
- صفحة حياة الياقوت على فيسبُك  على فيسبوك.
- موقع كتاب «من ذا الذي قدد البيان؟ أخطاء وخطايا لغوية مصورة»
- موقع دار ناشري للنشر الإلكتروني
- موقع مجلة I-MAG
- حياة الياقوت ضمن أهم 200 شخصية مبدعة في الكويت في دليل Who's Who in Kuwait